# Ядерная энергетика
Я́дерная энерге́тика (а́томная энерге́тика) — отрасль энергетики, занимающаяся производством электрической и тепловой энергии путём преобразования ядерной энергии.
Обычно для получения ядерной энергии используют цепную ядерную реакцию деления ядер плутония-239 или урана-235. Ядра делятся при попадании в них нейтрона, при этом получаются новые нейтроны и осколки деления. Нейтроны деления и осколки деления обладают большой кинетической энергией. В результате столкновений осколков с другими атомами эта кинетическая энергия быстро преобразуется в тепло.
Ядерная энергия производится в атомных электрических станциях, используется на атомных ледоколах, атомных подводных лодках; Россия осуществляет программу создания и испытания ядерного ракетного двигателя, США прекратили программу по созданию ядерного двигателя для космических кораблей, кроме того, предпринимались попытки создать ядерный двигатель для самолётов (атомолётов) и «атомных» танков.

## Технология

### Топливный цикл
Ядерная энергетика основана на использовании ядерного топлива, совокупность промышленных процессов которого составляют топливный ядерный цикл. Хотя существуют различные типы топливных циклов, зависящие как от типа реактора, так и от характеристик конечной стадии цикла, в целом у них существуют общие этапы.
1. Добыча урановой руды.
2. Измельчение урановой руды
3. Отделение диоксида урана, т. н. жёлтого хека, от отходов, тоже радиоактивных, идущих в отвал.
4. Преобразование диоксида урана в газообразный гексафторид урана.
5. Обогащение урана — процесс повышения концентрации урана-235, производится на специальных заводах по разделению изотопов.
6. Обратное превращение гексафторида урана в диоксид урана в виде топливных таблеток.
7. Изготовление из таблеток тепловыделяющих элементов (сокр. твэл), которые в скомпонованном виде вводятся в активную зону ядерного реактора АЭС.
8. Извлечение отработанного топлива.
9. Охлаждение отработанного топлива.
10. Захоронение отработанного топлива в специальном хранилище[3].

В ходе эксплуатации в процессах технического обслуживания удаляются образующиеся низкорадиоактивные отходы. С окончанием срока службы производится вывод из эксплуатации самого реактора, демонтаж сопровождается дезактивацией и удалением в отходы деталей реактора.

### Ядерный реактор
Ядерный реактор — устройство, предназначенное для организации управляемой самоподдерживающейся цепной реакции деления, которая всегда сопровождается выделением энергии.
Первый ядерный реактор построен и запущен в декабре 1942 года в США под руководством Э. Ферми. Первым реактором, построенным за пределами США, стал ZEEP, запущенный в Канаде 5 сентября 1945 года. В Европе первым ядерным реактором стала установка Ф-1, заработавшая 25 декабря 1946 года в Москве под руководством И. В. Курчатова. К 1978 году в мире работало уже около сотни ядерных реакторов различных типов.
Существуют разные типы реакторов, основные отличия в них обусловлены используемым топливом и теплоносителем, применяемым для поддержания нужной температуры активной зоны, и замедлителем, используемым для снижения скорости нейтронов, которые выделяются в результате распада ядер, для поддержания нужной скорости цепной реакции.
1. Наиболее распространенным типом является легководный реактор, использующий в качестве топлива обогащённый уран, в нём в качестве и теплоносителя, и замедлителя используется обычная вода, т. н. «легкая». У него есть две основные разновидности:
  1. кипящий реактор, где пар, вращающий турбины, образуется непосредственно в активной зоне
  2. водо-водяной энергетический реактор, где пар образуется в контуре, связанном с активной зоной теплообменниками и парогенераторами.
2. Газоохлаждаемый ядерный реактор с графитовым замедлителем получил широкое распространение благодаря возможности эффективно вырабатывать оружейный плутоний и возможности использовать необогащённый уран.
3. В тяжеловодном реакторе в качестве и теплоносителя, и замедлителя используется тяжелая вода, а топливом является необогащённый уран, используется в основном в Канаде, имеющей собственные месторождения урановых руд[3].

## История
Впервые цепная реакция ядерного распада была осуществлена 2 декабря 1942 года в Чикагском университете с использованием урана в качестве топлива и графита в качестве замедлителя. Первая электроэнергия из энергии ядерного распада была получена 20 декабря 1951 года в Национальной лаборатории Айдахо с помощью реактора на быстрых нейтронах EBR-I (Experimental Breeder Reactor-I). Произведённая мощность составляла около 100 кВт.
9 мая 1954 года на ядерном реакторе в Обнинске, СССР была достигнута устойчивая цепная ядерная реакция. Реактор мощностью 5 МВт работал на обогащённом уране с графитом в качестве замедлителя, для охлаждения использовалась вода с обычным изотопным составом. 26 июня в 17:30 энергия, выработанная здесь, стала поступать в потребительскую электросеть Мосэнерго.
В декабре 1954 года в США вошла в строй первая атомная подводная лодка «Наутилус».
В 1956 году в Великобритании начала работу пятидесятимегаваттная АЭС «Calder Hall-1». Далее последовали в 1957 году АЭС Шиппингпорт в США — 60 МВт и в 1959 году АЭС Маркуль во Франции — 37 МВт. В 1958 начала выдавать электроэнергию первая очередь второй советской АЭС — Сибирской, мощностью 100 МВт, полная проектная мощность которой составляла 600 МВт. В 1959 году в СССР спущено на воду первое в мире невоенное атомное судно — ледокол «Ленин».
Ядерная энергетика, как новое направление в энергетике, получила признание на проходившей в Женеве в августе 1955 года 1-й Международной научно-технической конференции по мирному использованию атомной энергии, положившей начало международному сотрудничеству в области мирного использования ядерной энергии и ослабившей завесу секретности над ядерными исследованиями, существовавшей со времён Второй мировой войны.
В 1960-х годах в США происходил перевод ядерной энергетики на коммерческую основу. Первой коммерческой АЭС стала «Yankee Rowe» мощностью 250 МВТ, проработавшая с 1960 до 1992 года. Первой атомной станцией в США, строительство которой финансировалось из частных источников, стала АЭС Дрезден.
В СССР в 1964 году вступили в строй Белоярская АЭС (первый блок 100 МВт) и Нововоронежская АЭС (первый блок 240 МВт). В 1973 году на Ленинградской АЭС в городе Сосновый бор был запущен первый высокомощный энергоблок (1000 МВт). Энергия пущенного в 1972 году в Казахстане первого промышленного реактора на быстрых нейтронах (150 МВт) использовалась для производства электроэнергии и опреснения воды из Каспийского моря.
В начале 1970-х годов существовали видимые предпосылки для развития ядерной энергетики. Потребность в электроэнергии росла, гидроэнергетические ресурсы большинства развитых стран были практически полностью задействованы, соответственно росли цены на основные виды топлива. Ситуацию усугубляло введение эмбарго на поставки нефти арабскими странами в 1973—1974 годах. Предполагалось снижение стоимости строительства АЭС.
Тем не менее, к началу 1980-х годов обозначились серьёзные экономические трудности, причинами которых стали стабилизация спроса на электроэнергию, прекращение роста цен на природное топливо, удорожание, вместо прогнозируемого удешевления, строительства новых АЭС.

## Экономическое значение
В 2010 году ядерная энергия обеспечивала 12,9 % от производства электроэнергии и 5,7 % от всей потребляемой человечеством энергии, по данным Международного энергетического агентства (IEA). Ядерный сектор энергетики наиболее значителен в промышленно развитых странах, где недостаточно природных энергоресурсов — во Франции, Украине, в Бельгии, Финляндии, Швеции, Болгарии и Швейцарии. Эти страны производят от 20 до 76 % (во Франции) электроэнергии на АЭС.
В 2013 году мировое производство ядерной энергии выросло впервые с 2010 года — по сравнению с 2012 годом произошёл рост на 0,5 % — до 6,55 млрд МВт ч (562,9 млн тонн нефтяного эквивалента). Наибольшее потребление энергии атомных станций в 2013 году составило в США — 187,9 млн тонн нефтяного эквивалента. В России потребление составило 39,1 млн тонн нефтяного эквивалента, в Китае — 25 млн тонн нефтяного эквивалента, в Индии — 7,5 млн тонн.
Согласно отчёту Международного агентства по атомной энергии (МАГАТЭ), на 2019 год насчитывалось 449 действующих ядерных энергетических (то есть производящих утилизируемую электрическую и/или тепловую энергию) реакторов в 34 стране мира; на середину 2019 года 54 реактора строились
Примерно половина мирового производства электроэнергии на АЭС приходится на две страны — США и Францию. США на АЭС производят только 1/8 своей электроэнергии, однако это составляет около 20 % мирового производства.
Абсолютным лидером по использованию ядерной энергии являлась Литва. Единственная Игналинская АЭС, расположенная на её территории, вырабатывала электрической энергии больше, чем потребляла вся республика (например, в 2003 году в Литве всего было выработано 19,2 млрд  кВт⋅ч, из них — 15,5 Игналинской АЭС). Обладая её избытком (а в Литве есть и другие электростанции), «лишнюю» энергию отправляли на экспорт.
Однако, под давлением ЕС (из-за сомнений в её безопасности — ИАЭС использовала энергоблоки того же типа, что и Чернобыльская АЭС), с 1 января 2010 года эта АЭС была окончательно закрыта (предпринимались попытки добиться продолжения эксплуатации станции и после 2009 года, но они не увенчались успехом), сейчас[когда?] решается вопрос о строительстве на той же площадке АЭС современного типа.
В октябре 2022 года глава МАГАТЭ Рафаэль Гросси заявил о том, что Россия обошла США и захватила лидерство на международных коммерческих рынках атомных реакторов, став главным поставщиком ядерных технологий в мире. Гросси, назвал данный факт вызовом США, которые традиционно доминировали на этом рынке, особенно ввиду текущего энергетического кризиса. Однако, по словам главы МАГАТЭ, «Росатом» и Китайская национальная ядерная корпорация используют более гибкие модели финансирования, что позволяют им прогрессировать с большей гибкостью, в том числе и на мировых рынках.

### Объёмы производства ядерной электроэнергии по странам
За 2016 год суммарно АЭС мира выработали 2477 млрд кВт⋅ч энергии, что составило 10,8 % всемирной генерации электричества.
Мировыми лидерами в производстве ядерной электроэнергии на 2017 год являются:
- США (804 млрд кВт·ч/год), работает 99 атомных реакторов (20 % от вырабатываемой электроэнергии)[17]
- Франция (379 млрд кВт·ч/год), 58 реакторов, 71,6 %[18].
- Китай (210 млрд кВт·ч/год), 39 реакторов, 3,6 %[19].
- Россия (202,868 млрд кВт.ч /год), 35 реакторов, 18,9 %[20].
- Южная Корея (141 млрд кВт·ч/год), 24 реактора, 27,1 %[21].
- Канада (96 млрд кВт·ч/год), 19 реакторов, 14,6 %[22].
- Украина (85 млрд кВт·ч/год), 15 реакторов, 55,1 %[23].
- Германия (72 млрд кВт·ч/год), 9 реакторов, 11,6 %[24].
- Швеция (63 млрд кВт·ч/год), 8 реакторов, 39,6 %[25].
- Великобритания (65 млрд кВт·ч/год), 15 реакторов, 19,3 %[26].

Примерно половина всемирной выработки электроэнергии на АЭС приходится на США и Францию.
В 2017 году АЭС произвели 2503 ТВт·ч электроэнергии. На долю «большой пятерки» стран пришлось 70 % всей атомной генерации в мире — США, Франция, Китай, Россия и Южная Корея, по убывающей. В 2017 году производство электроэнергии на АЭС увеличилось в тринадцати странах, снизилось в одиннадцати и осталось неизменным в семи.
По данным Всемирной Ядерной Ассоциации (World Nuclear Association), на конец 2017 года установленная мощность 488 действующих ядерных реакторов в мире составила 392 ГВт (что на 2 ГВт больше, чем в 2016 году). За 2017 год было введено в эксплуатацию (подключены к сети) 4 новых реактора, общей установленной мощностью 3373 МВт (один в Пакистане — АЭС «Чашма-4» и три в Китае — АЭС «Тайвань-3», АЭС «Фуцин-4» и АЭС «Янзянь-4»). Из эксплуатации были выведены пять реакторов (установленной мощностью 3025 МВт). По одному реактору закрыли в Германии, Швеции, Испании, Японии, Южной Корее.
Строятся на конец 2017 года 59 ядерных реакторов, строительство четырёх из них начато в 2017 году. Из этих четырёх энергоблоков — три строятся по российскому типу реактора ВВЭР — 3-й и 4-й блоки АЭС «Куданкулам» в Индии и 1-й блок АЭС «Руппур» в Индии. 5-й энергоблок южнокорейской АЭС «Син-Кари» будет на реакторах производства KEPCO. Отчет Агентства отмечает, что средний строй строительства энергоблока в странах в 2017 году составил 58 месяцев против 74 месяцев в 2016 году (в 1996—2000 годах этот срок был 120 месяцев).
По данным Всемирной Ядерной Ассоциации, по итогам 2017 года регионы распределились по выработке ядерной электроэнергии следующим образом:
- Северная Америка — 911,4 ТВт·ч (-0,5 ТВт·ч по сравнению с 2016 годом)
- Центральная и Западная Европа — 808,6 ТВт·ч (-10,1 ТВт·ч)
- Азия — 479,7 ТВт·ч (+31 ТВт·ч)
- Россия и Восточная Европа — 250,5 ТВт·ч (+10,4 ТВт·ч)
- Южная Америка — 20,6 ТВт·ч (-2 ТВт·ч)
- Африка — 15,1 ТВт·ч (-0,1 ТВт·ч)[29].

## Проблемы

### Безопасность
Ядерная энергетика остаётся предметом острых дебатов. Сторонники и противники ядерной энергетики резко расходятся в оценках её безопасности, надёжности и экономической эффективности. Опасность связана с проблемами утилизации отходов, авариями, приводящими к экологическим и техногенным катастрофам, а также с возможностью использовать повреждение этих объектов (наряду с другими: ГЭС, химзаводами и тому подобным) обычным оружием или в результате теракта — как оружие массового поражения. «Двойное применение» предприятий ядерной энергетики, возможная утечка (как санкционированная, так и преступная) ядерного топлива из сферы производства электроэнергии и его теоретическое использование для производства ядерного оружия служат постоянными источниками общественной озабоченности, политических интриг и поводов к военным акциям (например, Операция «Опера», Иракская война).
Вместе с тем, выступающая за продвижение ядерной энергетики Всемирная ядерная ассоциация опубликовала в 2011 году данные, согласно которым гигаватт·год электроэнергии, произведённой на угольных электростанциях, в среднем (учитывая всю производственную цепочку) обходится в 342 человеческих жертвы, на газовых — в 85, на гидростанциях — в 885, тогда как на атомных — всего в 8.

### Рентабельность
Рентабельность ядерной энергетики зависит от проекта реактора, тарифов на электроэнергию и стоимости альтернативных источников энергии. Поэтому периодически в разных странах высказываются сомнения в рентабельности ядерной энергетики. Например, для замещения 1 ГВт установленной мощности АЭС нужно потратить примерно 2,5 млрд куб. природного газа, стоимость которого в разных странах очень сильно отличается.
В США производство электричества на АЭС дорожает, а цена некоторых других источников электричества снижается, в условиях свободного рынка ядерные станции становятся убыточными. Так в США по причине нерентабельности были закрыты два реактора: АЭС Вермонт Янки и АЭС Кевони.
Стоимость строительства новых реакторов AR1000 поколения III+ по состоянию на 2018 год составляет:
- в США — 27 млрд долл.[33] за АЭС из 2-х реакторов по 1250 МВт (13,5 млрд долл. за реактор), строительство АЭС Вогтль продолжается.
- в Китае — 7,3 млрд долл.[34] за АЭС из 2-х реакторов по 1250 МВт (3,7 млрд долл. за реактор), строительство АЭС Саньмэнь и АЭС Хайян закончено.
- в Великобритании — 18,5 млрд долл.[35] за АЭС из 3-х реакторов по 1250 МВт (6,2 млрд долл. за реактор), в 2018 году строительство АЭС Moorside было отменено[36].

В Финляндии в 2005 году началось строительство третьего блока EPR1600 поколения III+ на АЭС Олкилуото. Стоимость строительства энергоблока оценивалась в 3 миллиарда евро, а сроки ввода в эксплуатацию планировались на 2010 год. По состоянию на 2019 год получена лицензия на эксплуатацию. На 2015 год затраты возросли на 2 миллиарда евро, а итоговая оценка полной стоимости выросла до 8.5 млрд долл. В итоге Финляндия отменила запланированное строительство четвёртого энергоблока на Олкилуото.
В Великобритании стоимость строительства АЭС Wylfa Newydd (2 реактора ABWR по 1350 МВт) выросла до 28 млрд долл. (21 млрд фунтов стерлингов), и строительство было отменено из-за экономической нецелесообразности.
В России стоимость строительства АЭС на российских реакторах ВВЭР-1200 поколения III+ обходится в 600 млрд руб (9 млрд долл.) за АЭС из 4-х реакторов мощностью 1200 МВт каждый (Ленинградская АЭС-2, Нововоронежская АЭС-2), рентабельность подтверждается планами строительства 12 энергоблоков до 2030 года.
В других странах стоимость строительства АЭС на российских реакторах ВВЭР-1200 обходится примерно в 2-2,5 раза дороже (5.5 млрд долл за каждый реактор на Белорусской АЭС и АЭС Аккую в Турции), рентабельность подтверждается планами строительства 33 энергоблоков до 2030 года.
Правительства могут страховать электростанции от закрытия, гарантируя закупку электричества по установленной цене. Такие схемы подвергаются критике из-за ограничения конкуренции и чрезмерной растраты денег налогоплательщиков, но используются для всех видов электростанций.

### Тепловое загрязнение
Одной из проблем ядерной энергетики является тепловое загрязнение. По мнению некоторых специалистов, атомные электростанции «в расчёте на единицу производимой электроэнергии» выделяют в окружающую среду больше тепла, чем сопоставимые по мощности ТЭС. В качестве примера можно привести проект строительства в бассейне Рейна нескольких атомных и теплоэлектростанций. Расчеты показали, что в случае запуска всех запланированных объектов температура в ряде рек поднялась бы до +45°С, уничтожив в них жизнь.

### Зависимость от России
Эксперты Центра глобальной энергетической политики Колумбийского университета в издании The Hill заявили о том, что значительная доля России на мировом рынке ядерной энергии несёт в себе большие доли риска на фоне затягивающейся войны на Украине.
Например, в ряде стран-союзников США, включая Финляндию, Чехию, Турцию и Украину, есть действующие или строящиеся российские реакторы. Со временем эти реакторы могут перестать работать без материалов, оборудования и услуг, которые поставляет Россия. 
Несмотря на то, что Россия добывает всего 6% урана в мире, она контролирует 40% мирового рынка конверсии урана и 46% мощностей по его обогащению. Подавляющему большинству из 439 реакторов по всей планете, включая все реакторы флота США, требуется именно такое топливо из обогащённого урана. Как сообщают эксперты, если Россия прекратит поставки обогащённого урана американским энергетическим компаниям, это может уже в следующем году привести к остановкам атомных электростанций в США.  
Учитывая тот факт, что атомная энергетика предоставляет более 20 процентов генерирующих мощностей в некоторых районах США, цены на электроэнергию вырастут ещё больше чем в 2022 году.
Немецкое издание Handelsblatt в октябре 2022 года рассказало о «невероятной атомной» зависимости Европы от России. В доказательство оно привело исследование Австрийского федерального агентства по окружающей среде, где говорится, что использование атомной энергии, хоть и является некоей альтернативой природной газу, однако поставило все эксплуатирующие государства в зависимость от России. Издание напомнило, что в отличие от других источников энергии, ядерный сектор освобождён от всех санкций ЕС «по инициативе Франции». По данным издания, когда речь идёт об эксплуатации и строительстве атомных электростанций все дороги ведут в Москву. «Росатом» и его 300 дочерних компаний эксплуатируют и строят больше атомных электростанций, чем любая другая страна в мире. Согласно венскому исследованию, «Болгария, Венгрия, Словакия и Чехия на 100 процентов зависят от российского урана в ЕС», ЕС в целом зависит на 20 процентов — это больше, чем от российского газа. Около половины обогащаемого «Росатомом» урана попадает в страны ЕС и Великобританию. По мнению Handelsblatt, успех «Росатома» заключается в его умелых международных альянсах, особенно с Францией. В последние годы компания заключила «бесчисленное количество соглашений» с государственной компанией EDF, поставщиком топлива Orano и производителем установок Framatom, который также отвечает за французское ядерное оружие. Тесное сотрудничество приводит к четырёхкратной зависимости, пишет Handelsblatt. Во-первых, Франция получает обогащённый уран из России, часто через дочернюю компанию Framatom ANF. Только с марта 2020 года по сентябрь 2022 года туда прибыло 26 партий урановых таблеток и исходного гексафторида урана. Во-вторых, Франция экспортирует отработанный уран со своих АЭС в Россию. Он снова обогащается в Томске и свежее топливо будет использоваться в самых мощных реакторах EDF, которые в настоящее время модернизируются. В третьих, «Росатом» берёт в компаньоны Framatom, EDF или Schneider Electric, когда строит новые АЭС за рубежом. Затем французы могут поставить туда турбины, технологии управления или устройства безопасности. Например, Framatom и Siemens поставляют технологии управления для строящихся реакторов в Венгрии и Египте. «Французские компании участвуют в строительстве российских реакторов и зарабатывают на этом хорошие деньги», — отмечает Роджер Спаутц из «Гринпис Франции». В четвёртых, в прошлом году Air Liquide и EDF договорились с Росатомом о производстве «зеленого» водорода во Франции, России и других странах. EDF сообщила Handelsblatt, что действие соглашения временно приостановлено. Издание сделало вывод, что русские ловко оккупируют еще один ключевой сектор энергоснабжения Европы.
По данным Королевского института объединённых служб страны-члены НАТО продолжают оставаться клиентами «Росатома». Даже на Украине, на хранящемся российском атомном топливе, работают девять реакторов и полный переход на топливо другого поставщика будет возможен только через три-четыре года. По словам главы «Росатома» А. Лихачёва, компания ведёт переговоры с десятком стран, часть из них близки к завершению, там же где строительство АЭС уже начато — «все идёт по плану». В Индии Россия строит два реактора и поставляет ядерное топливо, в Китай в прошлом году продала топлива на 375 миллионов долларов, есть возможность заключения нового крупного контракта в ЮАР.
Агентство Bloomberg в 2023 году сообщило об укреплении долговременного влияния России благодаря увеличению российского ядерного экспорта. По данным Королевского института объединённых служб Великобритании продажи ядерного топлива и технологий из России иностранным покупателям в 2022 году выросли более чем на 20%. Закупки стран-членов ЕС выросли до самого высокого показателя за последние три года. Вырос объём продаж ядерной продукции из РФ и в странах Ближнего Востока, Китае и Индии. Bloomberg отмечает, что каждый договор «кремлевского атомного гиганта» ПАО «Росатом» на строительство реактора за рубежом гарантирует финансовое потоки, политическое и дипломатическое влияние в этом регионе на десятилетия вперед. По мнению аналитиков, Россия рассматривает ядерную торговлю, как способ укрепить альянсы. Задачу облегчает отсутствие конкуренции: в отличие от своих нынешних конкурентов РФ продолжала инвестировать в производство ядерного топлива и развитие технологий. На данный момент, по мнению Bloomberg, отключение атомных производств США и европейских стран от поставок из России может крайне болезненно сказаться на экономическом состоянии первых — «Росатом»  поставляет около 20% обогащённого урана для 92 реакторов Соединённых Штатов, в странах ЕС от этого предприятия зависят компании обеспечивающие электричеством около 100 миллионов человек. По информации Bloomberg, одна из старейших и наиболее компетентных компаний по выводу из эксплуатации атомных электростанций и объектов с высоким уровнем радиации в мире — немецкая Nukem Technologies Engineering Services GmbH принадлежит «Росатому». Она десятилетиями оказывала свои услуги в Азии, Африке и Европе, оказывала помощь в сдерживании распространения радиации в Чернобыле и Фукусиме и является одним из фаворитов рынка по очистке старых атомных электростанций объёмом в 125 млрд долларов. Власти Германии не хотят препятствовать её деятельности, поскольку опыт её 120 инженеров, в основном немцев, особенно ценен тем, что они могут работать по всей цепочке ядерных поставок. Это является огромным преимуществом компании перед конкурентами, поскольку большинство современных инженеров-ядерщиков обучены строить новые атомные станции, а не выводить из эксплуатации устаревшие. Об острой нехватке подобных специалистов предупредило и Международное агентство по атомной энергии. Аналитик Фонда Карнеги Марк Хиббс заявил, что Nukem владеет большим пулом ноу-хау в Европе. По мнению издания, пример с Nukem обнажает подход ЕС к ядерной энергетике. Бессистемное развитие ядерных технологий в Европе поставило государства союза в зависимость от внешних поставщиков услуг и продукции. В том числе от России, которая накопила опыт во всех промышленных процессах атомной энергетики. По отдельным показателям для того, чтобы достичь уровня «Росатома» ЕС необходимо от четырёх до пяти лет и ещё больше времени чтобы сравниться с ним по охвату и набору предоставляемых услуг. Спустя год после начала боевых действий на Украине, пока отдельные компании решали продолжать ли бизнес с «Росатомом», отмечает Bloomberg, экспорт этого энергетического гиганта вырос на 20%.
По мнению главы МАГАТЭ Рафаэля Гросси, ЕС не вводит санкции против «Росатома» или любого из её дочерних предприятий потому, что эта компания поставляет около половины всего мирового обогащенного урана. Введение ограничений в этом случае поставит атомную промышленность многих стран в тупик. Зависимость от России, по мнению главы МАГАТЭ, обойдется Европе в миллиарды долларов и нет быстрых решений этой ситуации, поскольку наблюдается увеличение российских мощностей по всему миру, а не их сокращение.

## Подотрасли

### Ядерная электроэнергетика
А́томная электроста́нция (АЭС) — ядерная установка для производства энергии в заданных режимах и условиях применения, располагающаяся в пределах определённой проектом территории, на которой для осуществления этой цели используются ядерный реактор (реакторы) и комплекс необходимых систем, устройств, оборудования и сооружений с необходимыми работниками (персоналом), предназначенная для производства электрической энергии (ОПБ-88/97).

### Ядерная транспортная энергетика
Атомоход, (атомное судно) общее название судов с ядерной энергетической установкой, обеспечивающей ход судна.
Различают: атомоходы гражданские (атомные ледоколы, транспортные суда) и военные (авианосцы, подводные лодки, крейсеры, тяжёлые фрегаты).